# George Rennie (zawodnik lacrosse)
George Haddow Rennie (ur. 10 marca 1883 w Newcastle, zm. 13 grudnia 1966 w New Westminster) – kanadyjski zawodnik lacrosse.
Na igrzyskach olimpijskich w 1908 w Londynie wraz z kolegami zdobył złoty medal.
Pięciokrotnie zdobył mistrzostwo Kanady z drużyną New Westminster Salmonbellies.